# Irmgard Behrendt
Irmgard Behrendt, Ordensname Schwester Fides (* 5. Januar 1924 in Rudzisken, Kreis Ortelsburg; † 12. November 2020 in Wimbern) war eine deutsche Ordensschwester (SSpS) und Sachbuchautorin. Im November 2010 erhielt sie in São Paulo das Bundesverdienstkreuz.

## Jugend und Bildung
Irmgard Behrend wurde 1924 als Tochter eines Dorflehrers in Ermland, der in Rudzisken, Jonkendorf und zuletzt in Nerwigk lehrte, geboren. Nach der Volksschule in Jonkendorf besuchte sie das Humanistische Gymnasium in Allenstein. Nach dem Abitur erhielt sie ein Engagement als Tänzerin in dem Treudank-Landestheater, das von Max Worgitzki initiiert und bereits im Jahr 1925 errichtet wurde. Im Kriegsjahr 1944 wurde sie zum Reichsarbeitsdienst (RAD) und anschließend im Januar 1945 beim Kriegshilfsdienst (KHD) als Schulhelferin der Dorfschule in Langenwiese, Kreis Lötzen, rund 20 km südlich der Wolfsschanze, verpflichtet. Als die meisten Einwohner vor der anrollenden Roten Armee flüchteten, entschied sie sich, nach den Eltern, die in den Jahren 1939–1945 in der Volksschule in Nerwigk wohnten, zu suchen. Nach einigen Tagen Fußweg fand sie am 20. Mai 1945 in Nerwik, wo ihr Vater bereits Volksschullehrer war, das Schulgebäude leer und wüst vor – ihre Eltern waren seit Januar auf der Flucht gewesen. Sie lebte über drei Monate bei einigen Nerwigker Familien, besorgte sich bei der polnischen Verwaltung in Olsztyn einen Passierschein (polnisch: przepustka), reiste am 30. August mit einem Zug von Ermland für immer ab und kam am 5. September 1945 in Kostrzyn und dann über die Oderbrücke in der Sowjetischen Besatzungszone an. Über Berlin-Friedrichsfelde, Salzwedel, Oebisfelde-Weferlingen kam sie über die Zonengrenze am 15. September 1945 in der Britischen Besatzungszone bei ihren Verwandten väterlicherseits in Essen-West an. Kurz danach wurde bei ihr die Pleuritis diagnostiziert.

## Ordensschwester
Von Oktober 1945 bis Januar 1946 lag sie erkrankt im Krankenhaus in Essen-Süd, anschließend kam sie am 18. März 1946 nach Haan, in ein Krankenhaus, das von den Steyler Missionsschwestern geführt wurde. Danach kam sie in ein Kloster in Vallendar und am 21. November 1947 nach Oberdischingen. Sie erfuhr, dass ihre Mutter nach der Flucht aus Ostpreußen in Quedlinburg lebt. Ab 1949 lebte sie in der Klausur und nach Exerzitien, Noviziat und Postulat verbrannte sie die Ballettschuhe aus der Heimat und zog den schwarzen Habit an. Im Juni 1952 legte sie feierlich in Steyl (Niederlande) das ewige Ordensgelübde ab, nahm der Ordensnamen Fides an und wurde im September 1952 nach Brasilien als Missionsschwester entsandt. Nach einer mehrwöchigen Schifffahrt kam sie in Belo Horizonte an. Um das deutsche Abitur anerkennen zu lassen, lernte Schwester Fides im Kolleg Sagrado Coração in Belo Horizonte Portugiesisch und studierte dann von 1954 bis 1963 Religionswissenschaften, Mathematik und Physik an der Päpstlichen Katholischen Universität von São Paulo. In den Jahren 1958–1963 unterrichtete sie im Kolleg in Belo Horizonte und ab 1963 wurde ihr die Ausbildung der brasilianischen Novizinnen der Steyler Missionsschwestern in der Megastadt São Paulo anvertraut.
Schwester Fides verzichtete auf eine akademische Lehrtätigkeit, für die sie sich eigentlich qualifiziert hatte, um sich der Not der verwahrlosten Kinder anzunehmen und musste dabei ständiger Bedrohung durch junge und ältere bandidos standhalten. Ab 1966 lebte Schwester Fides in São Paulo, wo sie in die Gemeindearbeit hineinwuchs, Kinder in den Favelas betreute und ab 1976 über 25 Kindertagesstätten (portugiesisch: Creches) gründete. Von den Justizbehörden in São Paulo wurde ihr ein Ruinengrundstück in Embu Guaçu, in der Metropolregion São Paulo, übereignet. Mit deutscher Unterstützung konnte Schwester Fides dort das Jugend- und Gemeindezentrum  „Lar Irmã Inês“ (Schwester-Agnes-Haus) errichten, dessen Schule bereits weit über 1000 unterprivilegierten Schülern zu einem Schulabschluss verhalf.
Ab dem Jahr 2013 lebte sie im Heilig-Geist-Kloster Wickede-Wimbern.

## Auszeichnungen
Auf die Anregung des Lions-Clubs in Schmallenberg-Hochsauerland verlieh der Bundespräsident Christian Wulff ihr das Bundesverdienstkreuz am Bande (mit der Damenschleife), das von dem deutschen Generalkonsul in São Paulo Matthias von Kummer am 17. November 2010 im Kloster Santíssima Trinidade feierlich überreicht wurde.

## Publikationen
Der Chefredakteur Hermann Multhaupt der Kirchenzeitung Der Dom für das Erzbistum Paderborn reiste im Dezember 1994 nach Brasilien, besuchte Schwester Fides in São Paulo, las ihre Aufzeichnungen aus den Jahren 1945–1946, überarbeitete sie und hat ein Buch vorbereitet, das im Jahr 1995 und 1996 Gerhard Fittkau im Paderborner Bonifatiuswerk herausgegeben hat. Die erweiterte dritte Auflage erschien im Jahr 2015 im Media Maria Verlag in Illertissen.
- mit Gerhard Fittkau (Vorwort, Hrsg.), Hermann Multhaupt (Redaktion): Zerrissen ist das Netz… und wir sind frei. Tänzerin in Ostpreußen – Ordensfrau in Brasilien. Erste Auflage: Bonifatius Druck-Buch-Verlag, Paderborn 1995, ISBN 3-87088-863-6 → Zweite Auflage: Paderborn 1996 → Dritte erweiterte Auflage: Illertissen 2015, ISBN  978-3-9816344-8-8.